# Can Campanyà (Castellbisbal)
Can Campanyà és una masia de Castellbisbal (Vallès Occidental) protegida com a Bé Cultural d'Interès Local.

## Descripció
Masia estructurada amb planta baixa, pis i coberta a dues aigües.
Els elements més interessants són la porta d'entrada -arc de mig punt adovellat- i la finestra, que la corona, decorada amb elements de tema heràldic.
Hi ha, adossades, diferents edificacions al costat.